# Великая Рудка
Великая Рудка (укр. Велика Рудка) — село,
Великорудковский сельский совет,
Диканьский район,
Полтавская область,
Украина.
Код КОАТУУ — 5321082001. Население по переписи 2001 года составляло 583 человека.
Является административным центром Великорудковского сельского совета, в который, кроме того, входят сёла
Веселовка (бывший хутор Павлиивка),
Ланы,
Малая Рудка,
Степановка,
Судовка,
Федоровка и
Колодези.

## Географическое положение
Село Великая Рудка находится на расстоянии до 1 км от сёл Степановка, Малая Рудка, Веселовка, Судовка.
По селу протекает пересыхающий ручей с запрудой.

## История
- 1782 — дата основания.

## Экономика
- НП ООО «Тера-Агро».
- ООО «Обрий».

## Объекты социальной сферы
- Школа.